# Lithothamnion cottonii
Lithothamnion cottonii M. Lemoine, 1929  é o nome botânico  de uma espécie de algas vermelhas  pluricelulares do gênero Lithothamnion, subfamília Melobesioideae.
- São algas marinhas encontradas nas ilhas Galápagos.

## Sinonímia
- Não apresenta sinônimos.